# 豪斯医生 (第六季)
《豪斯醫生》是一部美國醫療劇，第六季於2009年9月21日至2010年5月17日由福克斯廣播公司在美國首播。
劇集以虛構的新澤西州普林斯頓–普萊恩斯堡教學醫院（PPTH）爲中心，講述其中診斷醫學部在乖張名醫格里高利·豪斯帶領下問診疑難雜症的故事。

## 演員與角色

### 主角
格里高利·豪斯——休·勞瑞飾
普林斯頓–普萊恩斯堡教學醫院（PPTH）診斷醫學部主任，病理學和腎臟科住院醫師、傳染病專家及重症醫師
莉莎·卡迪——莉瑟·埃德爾斯廷飾
内分泌學家，醫學院院長兼醫院行政總管（1–7季）
詹姆斯·威爾遜——羅伯·蕭恩·萊納德飾
腫瘤學部主任，豪斯好友
埃里克·福爾曼——奧馬爾·愛普斯飾
神經内科醫師，診斷醫學部高級醫師（1–7季）和主任（第6季）、醫學院院長（第8季）
羅伯特·蔡斯——傑西·斯賓塞飾
外科醫師和重症醫學專家，診斷醫學部高級醫師（1–3、6–8季）及主任（大結局）、外科學部醫師（4–5季），福爾曼好友
艾莉森·卡梅倫——詹妮弗·莫里森飾
免疫學家，診斷醫學部高級醫師（1–3、6季）、急診室高級主治醫師及部門主任（4–5季）、芝加哥急診醫學部主任（大結局），愛慕豪斯、福爾曼好友並與蔡斯成婚（5–6季）
克里斯·陶布——彼得·雅各布森飾
診斷醫學部醫師（4–8季），此前因婚外情敗露、保全婚姻而結束其整形外科執業生涯
13/蕾蜜·海德利——奧利維亞·王爾德飾
内科醫師，診斷醫學部醫師（4–8季），和哥哥均遺傳母親的亨廷頓病，與福爾曼交往（5–6季）

### 常設
盧卡斯·道格拉斯——邁克爾·韋斯頓飾
神經刀私家偵探，先後為豪斯和所雇，爾後與卡迪交往並短暫訂婚（第6季）
瑞秋·陶布——詹妮弗·克麗絲托·佛利飾
克里斯·陶布的妻子，儘管兩人深愛對方，終因婚姻不幸於第7季中離婚
珊姆·卡爾——辛西婭·瓦特羅斯飾
介入放射醫師，威爾遜就讀醫學院最後兩年時的第一任妻子（1990–1991），在其第二次求婚後再次離開他（6–7季）
達里爾·諾蘭——安德雷·布勞爾飾
梅菲爾德精神病院精神科醫生，定期會見豪斯負責協助其恢復
胡安·「阿爾維」·阿爾瓦雷斯——林-曼努埃爾·米蘭達飾
豪斯在梅菲爾德接受治療時的波多黎各室友，患有躁鬱症但直到豪斯出院才開始接受藥物治療，喜好饒舌
傑弗里·斯巴克曼——帕特里克·普萊斯飾
醫院中爲數不多的男護士，總是為豪斯所嘲諷，參見以其爲名的衍生網劇《傑弗里護士》
珊迪——克里斯蒂娜·比達爾飾
威爾遜的醫師助理，豪斯待其頗佳給她留下好印象
勞倫斯·胡拉尼——毛里斯·戈丁飾
外科醫師，時常被豪斯擠占手術室使用安排
羅恩·辛普森——羅恩·珀金斯飾
矯形外科醫師，醫院董事會和器官移植委員會成員，同時負責外科實習項目
桑福德·韋爾斯——奈吉爾·吉布斯飾
現任董事會主席，平和易近、不干涉日常醫院管理，第7季中邀請全院大部分醫生參加其婚禮
蕾吉娜——翠西·比拉爾飾
門診部護士長，此外作爲卡迪助理協助其日常工作
史密茨護士——凡爾内·沃森飾

### 客串
- 莎拉·韋恩·考麗絲
- 伊桑·恩布里
- 尼克·埃弗斯曼
- 亞當·加西亞
- 特洛伊·加里蒂
- 碧兒·加勒特
- 奧蘭多·瓊斯
- 莎拉·瓊斯
- 約書亞·馬利納
- 法蘭卡·波坦特
- 勞拉·普雷龐
- 韋斯·拉姆齊
- 德列克·理查森
- 亞當·羅森博格
- 喬·塞達
- 諾亞·塞根
- 大衛·史崔森
- 李·特格森
- 查理·韋伯

## 劇集
| 總集數 | 集數 （季） | 標題                          | 導演                | 編劇                                                                                                | 首播日期       | 美國收視人數 （百萬） |
| --- | ----------- | ----------------------------- | ------------------- | --------------------------------------------------------------------------------------------------- | -------------- | --------------------- |
| 111112 | 12          | 破碎 Broken                   | 凱蒂·雅各布斯       | 羅素·弗倫德 & 蓋里特·萊爾納 & 大衛·福斯特 & 大衛·肖爾                                               | 2009年9月21日  | 15.76                 |
| 未出場：莉瑟·埃德爾斯廷/卡迪 奧馬爾·愛普斯/福爾曼 傑西·斯賓塞/蔡斯 詹妮弗·莫里森/卡梅倫 彼得·雅各布森/陶布 奧利維亞·王爾德/13 |             |                               |                     | |                |                       |
| 113 | 3           | 經典失敗 Epic Fail            | 格雷格·伊亞伊塔内斯 | 薩拉·赫斯 & 麗茲·弗里德曼                                                                           | 2009年9月28日  | 14.44                 |
| 最後診斷：Fabry病（文斯·皮爾遜）                                                                                              |             |                               |                     | |                |                       |
| 114 | 4           | 暴君 The Tyrant               | 大衛·斯特雷頓       | 彼得·布萊克                                                                                         | 2009年10月5日  | 13.74                 |
| 最後診斷：芽生菌病（迪巴拉總統）；幻肢（墨菲） 未出場：彼得·雅各布森/陶布                                                     |             |                               |                     | |                |                       |
| 115 | 5           | 現世報 Instant Karma          | 格雷格·伊亞伊塔内斯 | 托馬斯·L·莫蘭                                                                                       | 2009年10月12日 | 13.50                 |
| 最後診斷：原發性抗磷脂綜合徵（傑克·蘭道爾） 未出場：彼得·雅各布森/陶布                                                        |             |                               |                     | |                |                       |
| 116 | 6           | 勇敢的心 Brave Heart          | 馬特·沙克曼         | 勞倫斯·卡普洛                                                                                       | 2009年10月19日 | 11.65                 |
| 最後診斷：腦幹顱内小動脈瘤（唐尼·康普生） 未出場：彼得·雅各布森/陶布 奧利維亞·王爾德/13                                       |             |                               |                     | |                |                       |
| 117 | 7           | 已知的未知 Known Unknowns     | 格雷格·伊亞伊塔内斯 | 馬修·V·劉易斯 & 多麗絲·伊根                                                                         | 2009年11月9日  | 13.31                 |
| 最後診斷：創傷弧菌和血色病（喬丹） 未出場：彼得·雅各布森/陶布 奧利維亞·王爾德/13                                              |             |                               |                     | |                |                       |
| 118 | 8           | 團隊合作 Teamwork             | 大衛·斯特雷頓       | 伊萊·阿蒂                                                                                           | 2009年11月16日 | 12.67                 |
| 最後診斷：克羅恩病併糞類圓線蟲病（漢克·哈德威克）                                                                             |             |                               |                     | |                |                       |
| 119 | 9           | 無知便是福 Ignorance Is Bliss | 格雷格·伊亞伊塔内斯 | 大衛·霍澤頓                                                                                         | 2009年11月23日 | 11.95                 |
| 最後診斷：右美沙芬濫用併血栓性血小板減少性紫癜和多個副脾（詹姆斯·西達斯） 未出場：詹妮弗·莫里森/卡梅倫                        |             |                               |                     | |                |                       |
| 120 | 10          | 威爾遜 Wilson                 | 萊絲莉·琳卡·格拉特  | 大衛·福斯特                                                                                         | 2009年11月30日 | 13.24                 |
| 最後診斷：急性淋巴細胞白血病（塔克） 未出場：詹妮弗·莫里森/卡梅倫                                                             |             |                               |                     | |                |                       |
| 121 | 11          | 深櫃秘密 The Down Low         | 尼克·戈麥斯         | 薩拉·赫斯 & 麗茲·弗里德曼                                                                           | 2010年1月11日  | 12.25                 |
| 最後診斷：Hughes–Stovin綜合徵（米奇） 未出場：詹妮弗·莫里森/卡梅倫                                                            |             |                               |                     | |                |                       |
| 122 | 12          | 懊悔 Remorse                  | 安德魯·伯恩斯坦     | 彼得·布萊克                                                                                         | 2010年1月25日  | 14.21                 |
| 最後診斷：精神病態繼發於肝豆狀核變性（瓦萊麗） 未出場：詹妮弗·莫里森/卡梅倫                                                   |             |                               |                     | |                |                       |
| 123 | 13          | 攻勢順利 Moving the Chains    | 大衛·斯特雷頓       | 羅素·弗倫德 & 蓋里特·萊爾納                                                                         | 2010年2月1日   | 13.38                 |
| 最後診斷：腫瘤伴隨症候群繼發於黑色素瘤（達里爾） 未出場：詹妮弗·莫里森/卡梅倫                                                 |             |                               |                     | |                |                       |
| 124 | 14          | 朝5晚9 5 to 9                 | 安德魯·伯恩斯坦     | 托馬斯·L·莫蘭                                                                                       | 2010年2月8日   | 13.60                 |
| 未出場：詹妮弗·莫里森/卡梅倫                                                                                                  |             |                               |                     | |                |                       |
| 125 | 15          | 私生活 Private Lives          | 桑福德·布克斯泰弗   | 多麗絲·伊根                                                                                         | 2010年3月8日   | 12.81                 |
| 最後診斷：Whipple病（弗蘭姬） 未出場：詹妮弗·莫里森/卡梅倫                                                                    |             |                               |                     | |                |                       |
| 126 | 16          | 黑洞 Black Hole               | 格雷格·伊亞伊塔内斯 | 勞倫斯·卡普洛                                                                                       | 2010年3月15日  | 11.37                 |
| 最後診斷：小腦血吸蟲病遲發性變態反應（艾比·納什） 未出場：詹妮弗·莫里森/卡梅倫 莉瑟·埃德爾斯廷/卡迪                           |             |                               |                     | |                |                       |
| 127 | 17          | 封鎖 Lockdown                 | 休·勞瑞             | 劇本創作 ：伊萊·阿蒂 & 彼得·布萊克 故事構思 ：羅素·弗倫德 & 蓋里特·萊爾納 & 彼得·布萊克 & 伊萊·阿蒂 | 2010年4月12日  | 10.80                 |
| 128 | 18          | 騎士病倒 Knight Fall          | 胡安·J·坎帕內拉     | 約翰·C·凱利                                                                                         | 2010年4月19日  | 10.81                 |
| 最後診斷：毒參和毒漆藤中毒繼發於蛋白同化激素濫用（威廉爵士） 未出場：詹妮弗·莫里森/卡梅倫                                     |             |                               |                     | |                |                       |
| 129 | 19          | 開開合合 Open and Shut        | 格雷格·伊亞伊塔内斯 | 麗茲·弗里德曼 & 薩拉·赫斯                                                                           | 2010年4月26日  | 10.85                 |
| 最後診斷：過敏性紫癜（朱莉婭） 未出場：詹妮弗·莫里森/卡梅倫                                                                   |             |                               |                     | |                |                       |
| 130 | 20          | 選擇 The Choice               | 胡安·J·坎帕內拉     | 大衛·霍澤頓                                                                                         | 2010年5月3日   | 9.98                  |
| 最後診斷：Chiari畸形（泰德·泰勒） 未出場：詹妮弗·莫里森/卡梅倫                                                                |             |                               |                     | |                |                       |
| 131 | 21          | 包袱 Baggage                  | 大衛·斯特雷頓       | 多麗絲·伊根 & 大衛·福斯特                                                                           | 2010年5月10日  | 9.29                  |
| 最後診斷：紋身墨水過敏反應（西德妮·梅里克） 未出場：詹妮弗·莫里森/卡梅倫                                                      |             |                               |                     | |                |                       |
| 132 | 22          | 救救我 Help Me                | 格雷格·伊亞伊塔内斯 | 羅素·弗倫德 & 蓋里特·萊爾納 & 彼得·布萊克                                                           | 2010年5月17日  | 11.06                 |
| 最後診斷：下脊柱蛛網膜囊腫（傑·多爾切）；截肢導致的脂肪栓塞（漢娜） 未出場：詹妮弗·莫里森/卡梅倫                              |             |                               |                     | |                |                       |

## 外部連結
- 福克斯廣播公司上《豪斯醫生》的官方主頁（英文）
- 《豪斯醫生》各集列表 来自互联网电影数据库（英文）
- 《電視指南》上《豪斯醫生（页面存档备份，存于）》的劇集信息（英文）